# Orectognathus clarki
Orectognathus clarki är en myrart som beskrevs av Brown 1953. Orectognathus clarki ingår i släktet Orectognathus och familjen myror. Inga underarter finns listade i Catalogue of Life.